# ماريانو فرنانديز بيرميغو
ماريانو فرنانديز بيرميغو هو محامي وقانوني وسياسي إسباني، ولد في 10 فبراير 1948 في أريناس دي سان بيدرو في إسبانيا. نشط حزبياً في الحزب الاشتراكي العمالي الإسباني. وقد انتخب وزير العدل ‏ (12 فبراير 2007 – 23 فبراير 2009) وفي الانتخابات العمومية الإسبانية 2008 ‏، انتخب عضو مجلس النواب الإسباني ‏ عن دائرة Murcia (Congress of Deputies constituency) ‏ خلال فترته النيابية ‏ (25 مارس 2008 – 27 سبتمبر 2011).